# 항연
항연(項燕, ?~ 기원전 224년? 혹은 기원전 223년?)은 중국 전국시대 초나라의 장군이다. 시황제가 초나라를 침공할 당시에 진나라의 명장 왕전과 맞서 싸웠으나 패하고 자결하였다. 훗날 진승과 오광이 그를 사칭해 반진운동의 상징적인 인물이 되었으며, 그의 아들 항량과 손자 항우는 반란군의 지도자가 되어 진나라의 멸망에 크게 기여하였다.

## 생애

### 출신
항연의 가문은 대대로 초나라의 장군을 지내왔는데, 항(項)이라는 땅에 봉해졌기 때문에 성을 항씨(項氏)라 하였다.

### 진나라와의 전쟁
기원전 224년(진시황 23), 진나라의 명장 왕전이 몽무와 함께 초나라를 공격하였다. 이때 왕전은 일부러 보루를 쌓고 초나라 군대가 수차례 싸움을 걸어도 응하지 않았다. 이후 초나라 군대가 동쪽으로 이동하자, 왕전이 이들을 추격하여 크게 무찔렀다. 그리고 마침내 기(蘄)에서 초나라 군대를 격파하고 그 장군 항연을 죽였다.
기원전 223년(진시황 24), 왕전은 몽무와 함께 다시 초나라를 공격하여 초나라의 마지막 왕인 초왕 부추를 사로잡았으며 진(陳)의 남쪽부터 평여(平輿)에 이르는 땅을 빼앗았다. 이리하여 초나라는 멸망하였다.

### 기록의 모순
한편 항연과 왕전의 싸움에 대한 기록에는 저마다 모순이 있다. 《사기》 진시황본기에서는 왕전이 기원전 224년에 초왕 부추를 사로잡았고, 이듬해인 기원전 223년에 왕전이 초나라 왕으로 추대된 창평군을 격파하여 죽였으며 항연은 자결했다고 하였다. 이에 반하여 《사기》 육국연표 · 초세가 · 백기왕전열전 · 몽염열전 등에 기록된 초나라의 멸망과정은 그 앞뒤의 과정이 바뀌어 있어서 기원전 224년에 항연이 진나라와 싸우다가 살해되었고, 기원전 223년에 초왕 부추가 사로잡혔다고 하였다.
그런데 1975년, 호북성 운몽현의 진나라 시대 관료의 무덤에서 발굴된 《운몽수호지진간》(雲夢睡虎地秦簡)의 〈연기〉(年記)에서는 진나라가 기원전 223년에 초나라를 공격하였고, 기원전 224년에 초왕 부추를 사로잡았던 것을 추측케하는 기록이 있어서 《사기》 진시황본기의 서술을 믿기 어렵다는 주장이 유력하게 되었다.

### 사후
항연은 비록 진나라와 싸우다가 패배하고 죽었으나, 그의 저항은 진나라에게 멸망당한 6국 사람들에게 깊은 인상을 남겼으며 진나라에 대한 저항운동의 상징으로 떠오르기까지 하였다. 예컨데 진나라 말기에 일어난 대규모 농민반란인 진승 · 오광의 난 당시에 반란군의 우두머리였던 진승과 오광은 각기 진나라의 공자 부소와 항연을 자칭하며 민중들을 선동하였다.
한편 항연이 죽은 후 그의 아들인 항량과 손자인 항우는 범증의 조언에 따라 초 의제를 옹립하고 진나라에 대한 저항운동의 주도세력으로 떠올랐다. 비록 항량은 진나라의 장군 장한에게 패하고 죽었으나, 항우는 장한을 굴복시킨 후 진나라의 수도인 함양에 입성하여 진왕 자영을 살해함으로써 진나라를 멸망케 하였다.

## 같이 보기
- 초 (춘추전국)
- 초왕 부추
- 창평군 (전국)
- 항량
- 항백
- 항우
- 항장
- 열국지
- 초한지
- 진승 오광의 난
- 킹덤 (만화)